# Alpheus armillatus
Alpheus armillatus is een garnalensoort uit de familie van de Alpheidae. De wetenschappelijke naam van de soort werd in 1837 voor het eerst geldig gepubliceerd door Henri Milne-Edwards.